# Přijímač R-3

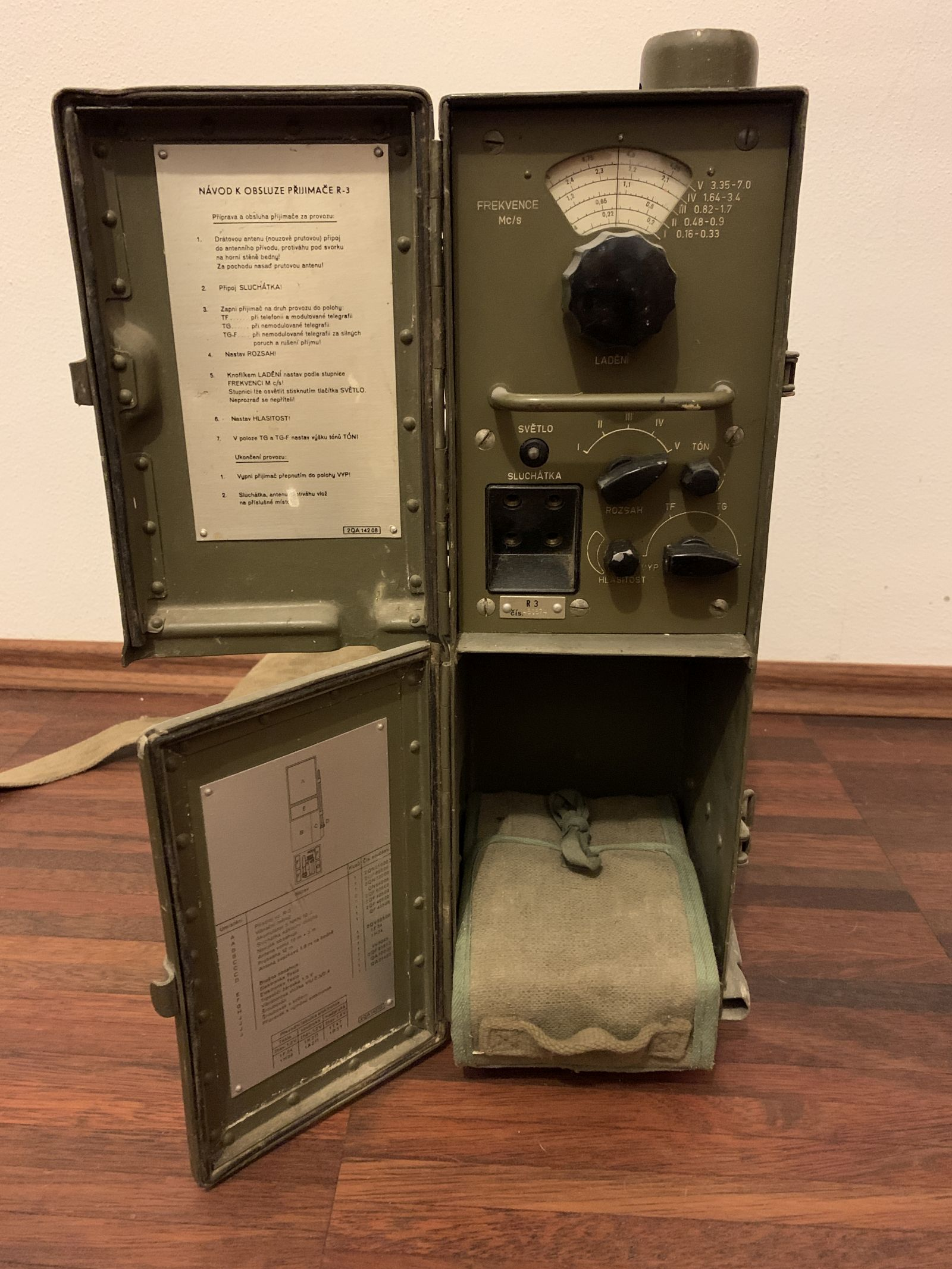
R-3, frontální pohled

R-3 je československý vojenský polní přijímač z roku 1952.

## Popis
Primárně byl určen jako pěchotní přijímač, nesený na zádech.
Byl však vyvíjen i jako záložní přijímač pro vozidlovou radiostanici Sobota, což byl přístroj RM-31 s přídavným výkonovým koncovým stupněm.
Může tak pracovat jako pomocný přijímač ve spojovacích soupravách i samostatně jako přenosný přijímač. Umožňuje příjem za pochodu.

## Technické údaje
Provedení
- elektronkový superhet s jedním směšováním.
- použity jsou přímožhavené (bateriové) elektronky v provedení heptal
- základem přístroje je přesný tlakový odlitek z pevné hliníkové slitiny
- pro provoz z baterií je přijímač vybaven oddělitelným vibrátorovým měničem ZV-3
- i tento měnič je vestavěn do tlakového odlitku z pevné hliníkové slitiny
- blok přijímače s měničem je zasunut do hliníkové pěchotní transportní skříně s baterií akumulátorů a příslušenstvím
- alternativní stolní/vozidlové provedení má jednoduchou plechovou skříňku a napájení kabelem z externího zdroje (síť, baterie)

Pracovní rozsah
- 160 kHz až 7 MHz (kmitočty jsou označovány v Mc/s)

Rozdělený je do pěti podrozsahů:
- 0,16 – 0,33 MHz
- 0,48 – 0,9 MHz
- 0,82 – 1,7 MHz
- 1,64 – 3,4 MHz
- 3,35 – 7,0 MHz

Druhy provozu
- nemodulovaná telegrafie (A1)
- amplitudově modulovaná telegrafie (A2)
- amplitudově modulované telefonie (A3)

Nízkofrekvenční výstup
- 10 mV pro sluchátka 4000 ohmů

Antény
- Prutová svazková anténa 1,8 m
- Svinovací drátová anténa 13 m
- Drátová protiváha 9 m

Napájení
- přes vibrační měnič z vestavěné akumulátorové baterie 5NKN10, (žhavení 1,2 V, měnič 4,8 V)

Samotný přijimač
- 1,2 V= pro žhavení
- 90 V= pro anody

Míry a váhy (pěchotní provedení)
- rozměry 340×120×400 mm
- hmotnost 14,6 kg

## Civilní využití přijímače R-3
Od roku 1965 byly přijímače R-3 postupně vyřazovány z armádního používání a velké množství se jich prostřednictvím Svazarmu dostalo mezi československé radioamatéry. Většina těchto přístrojů se následně stala objektem různých přestaveb. V důsledku toho se do současnosti (zde míněn rok 2022) dochovalo jen velice málo těchto přijímačů v originálním provedení a s plnou výbavou. Stávají se tak vyhledávaným objektem pro sběratele historické techniky.

## Galerie obrázků

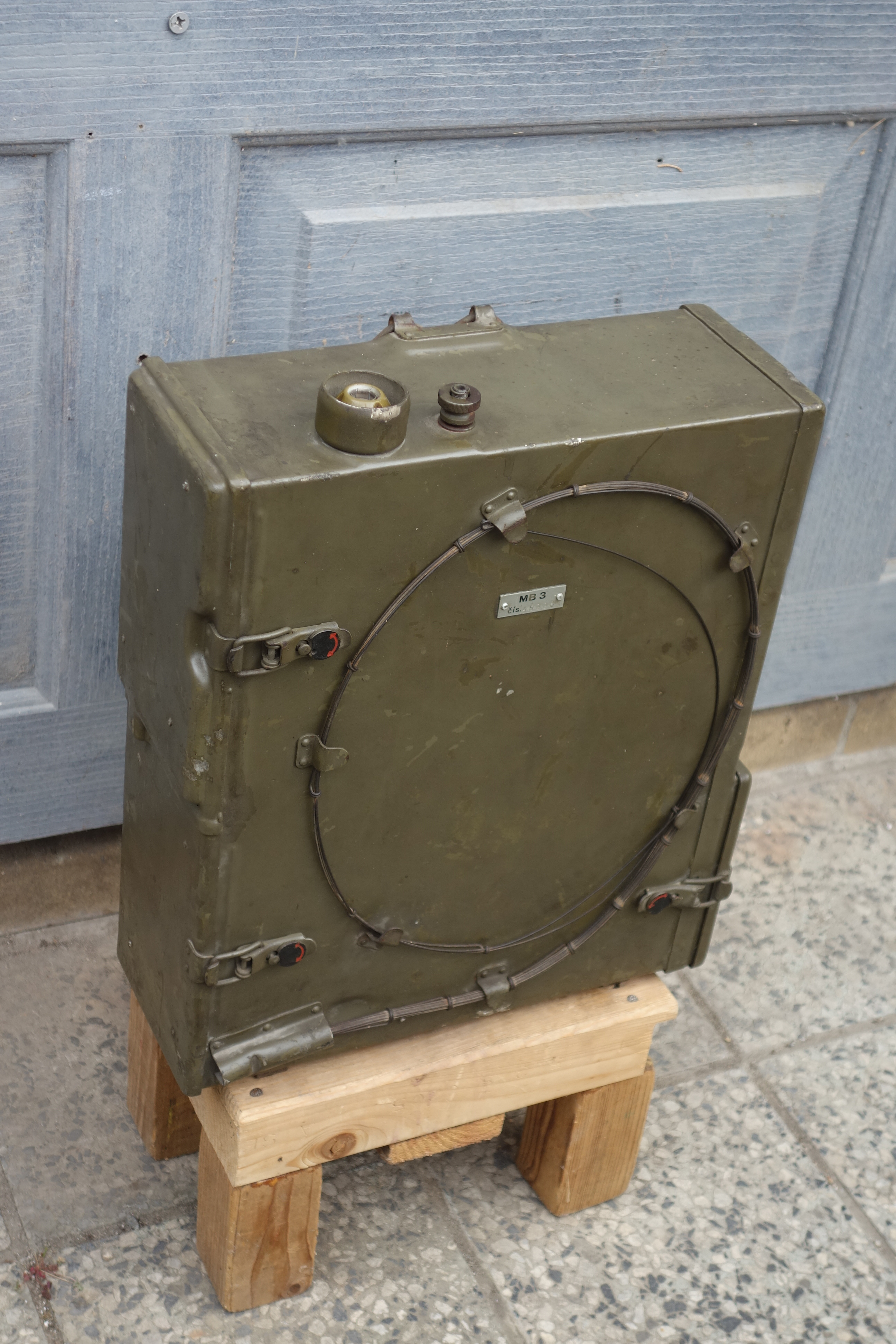
R-3, celkový pohled
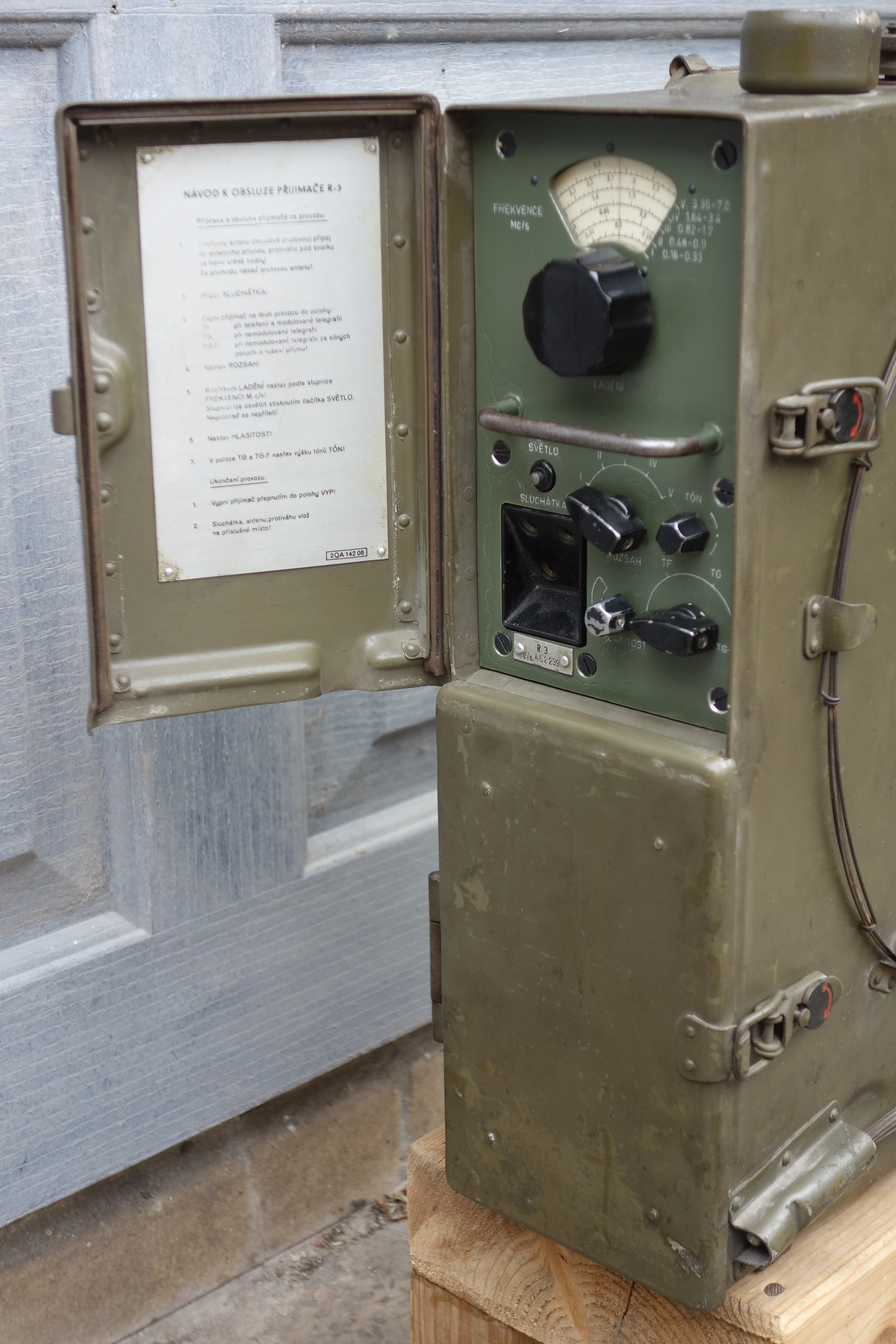
R-3, v transportní skříni
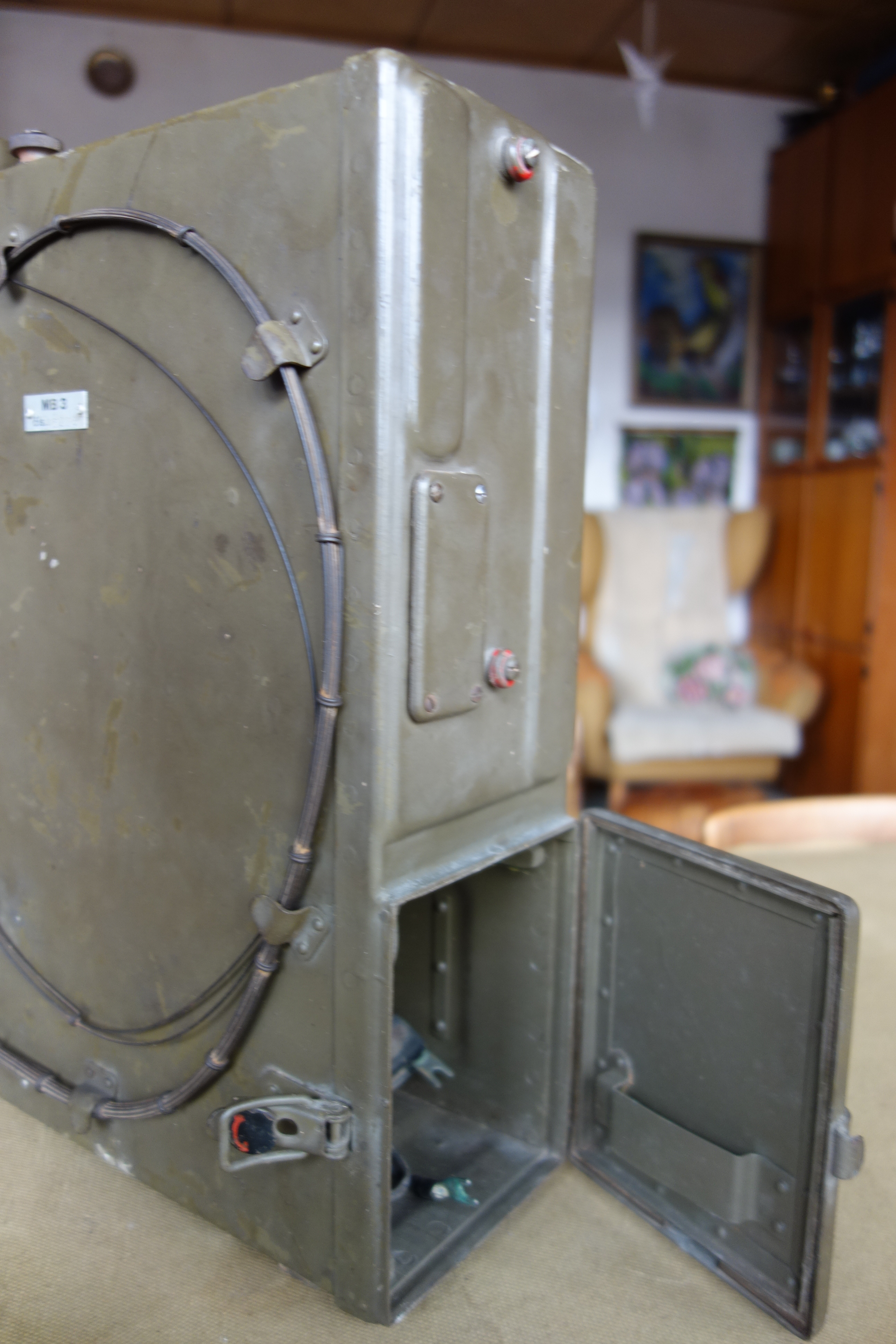
R-3 pohled zezadu
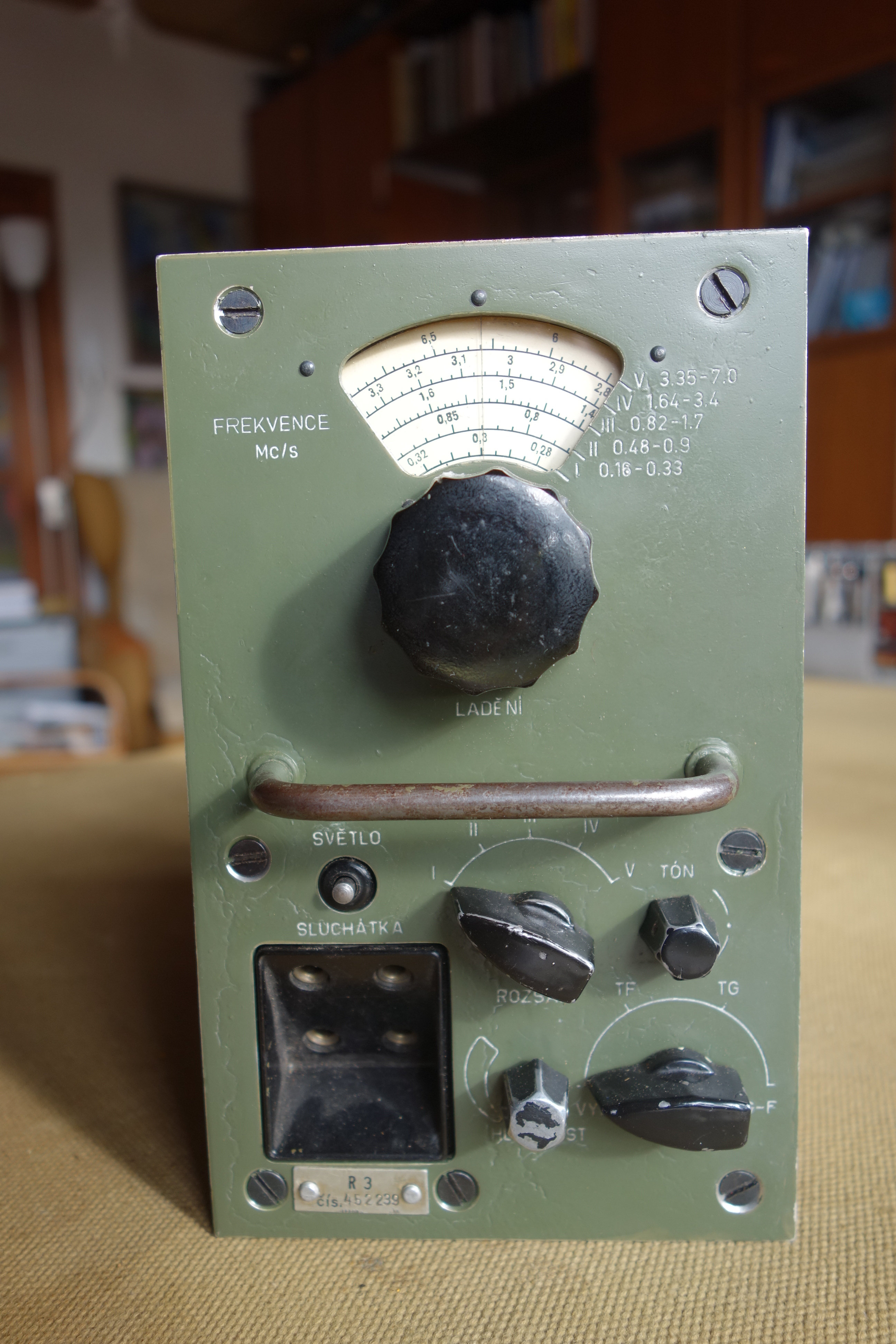
R-3, přední panel přijimače
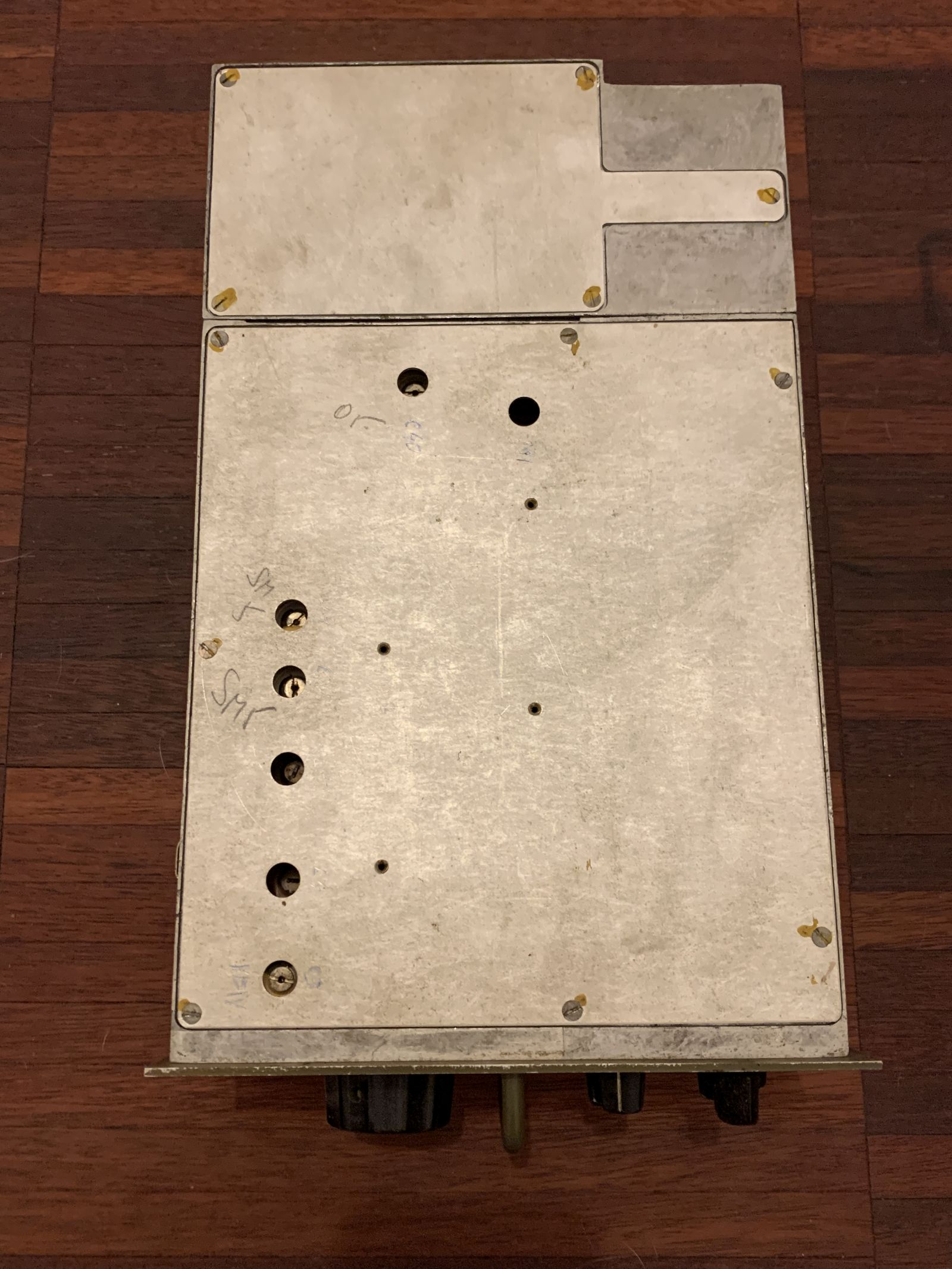
R-3, blok přijimače s vibračním měničem ZV-3
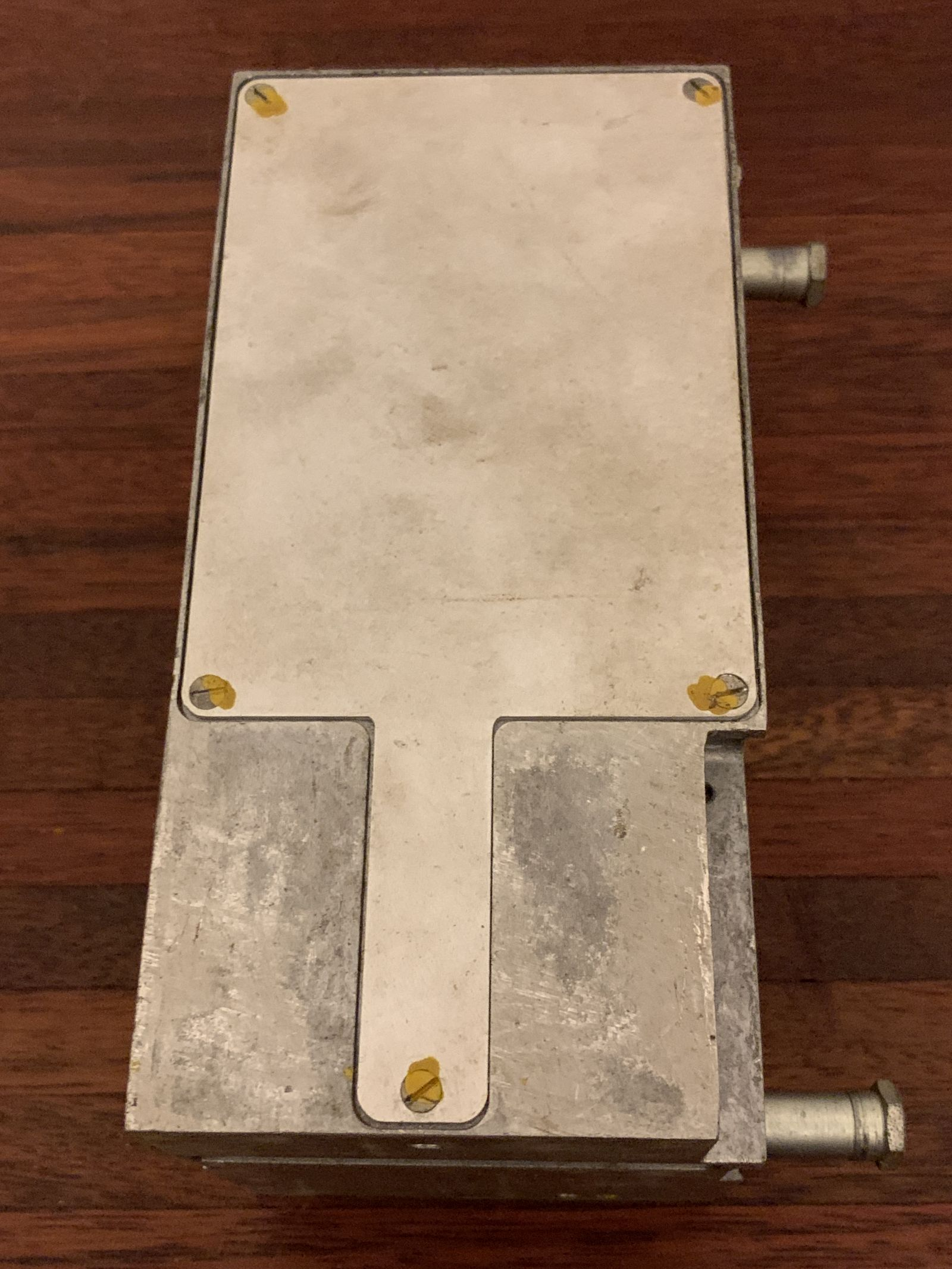
R-3, oddělený vibrátorový zdroj ZV-3
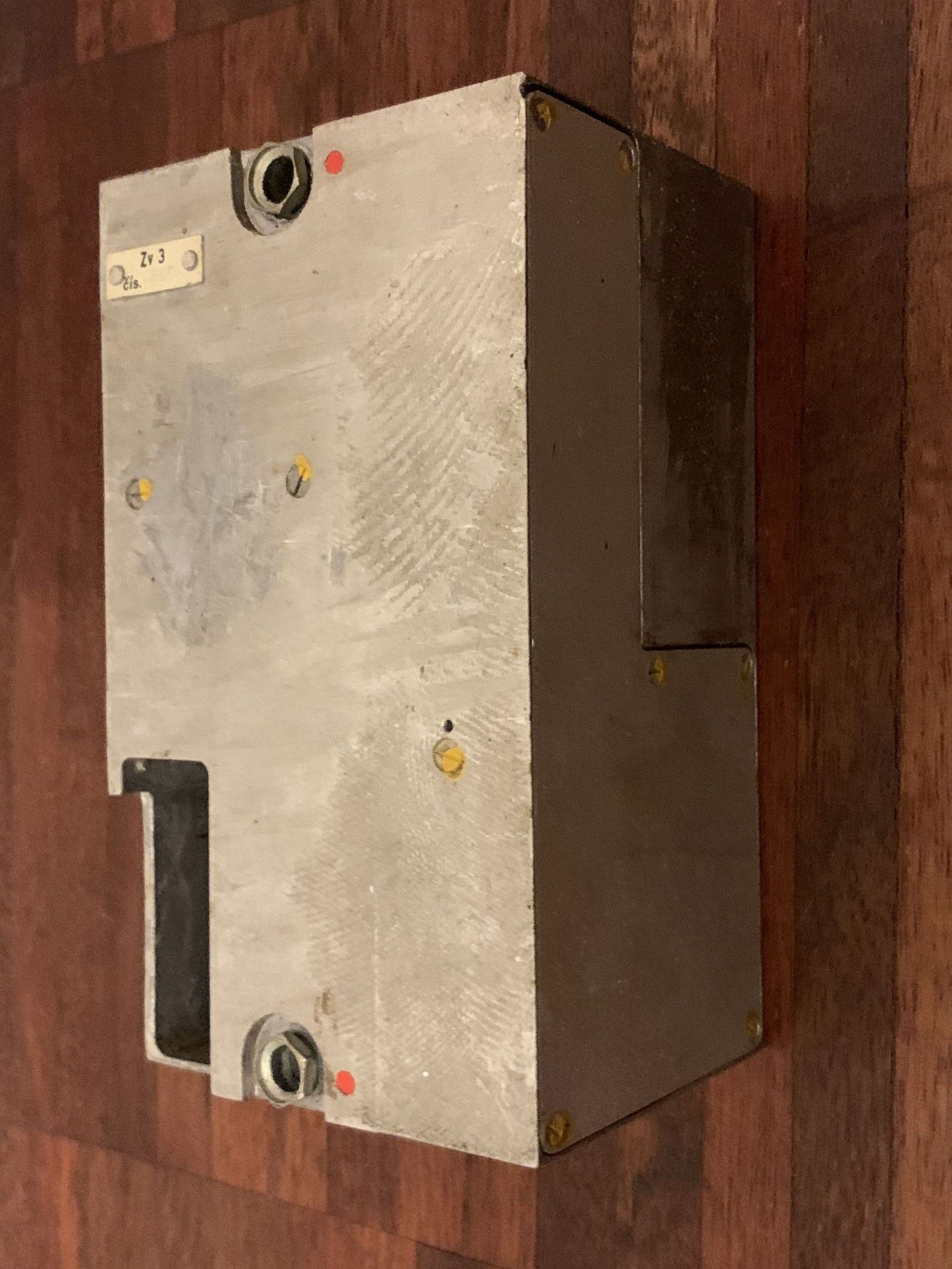
R-3, blok vibrátorového zdroje ZV-3 zezadu
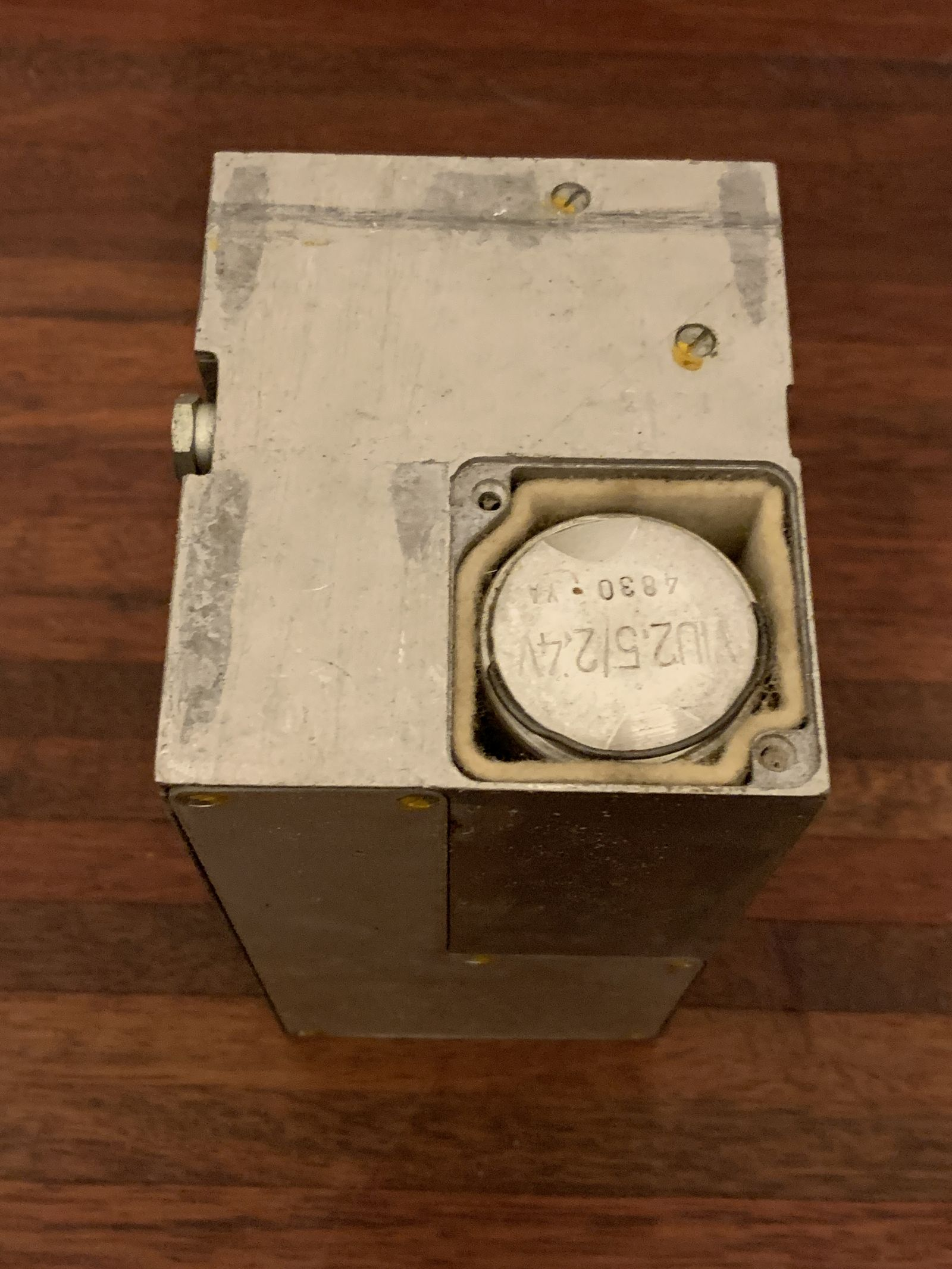
R-3, pohled na vibrační vložku v bloku ZV-3
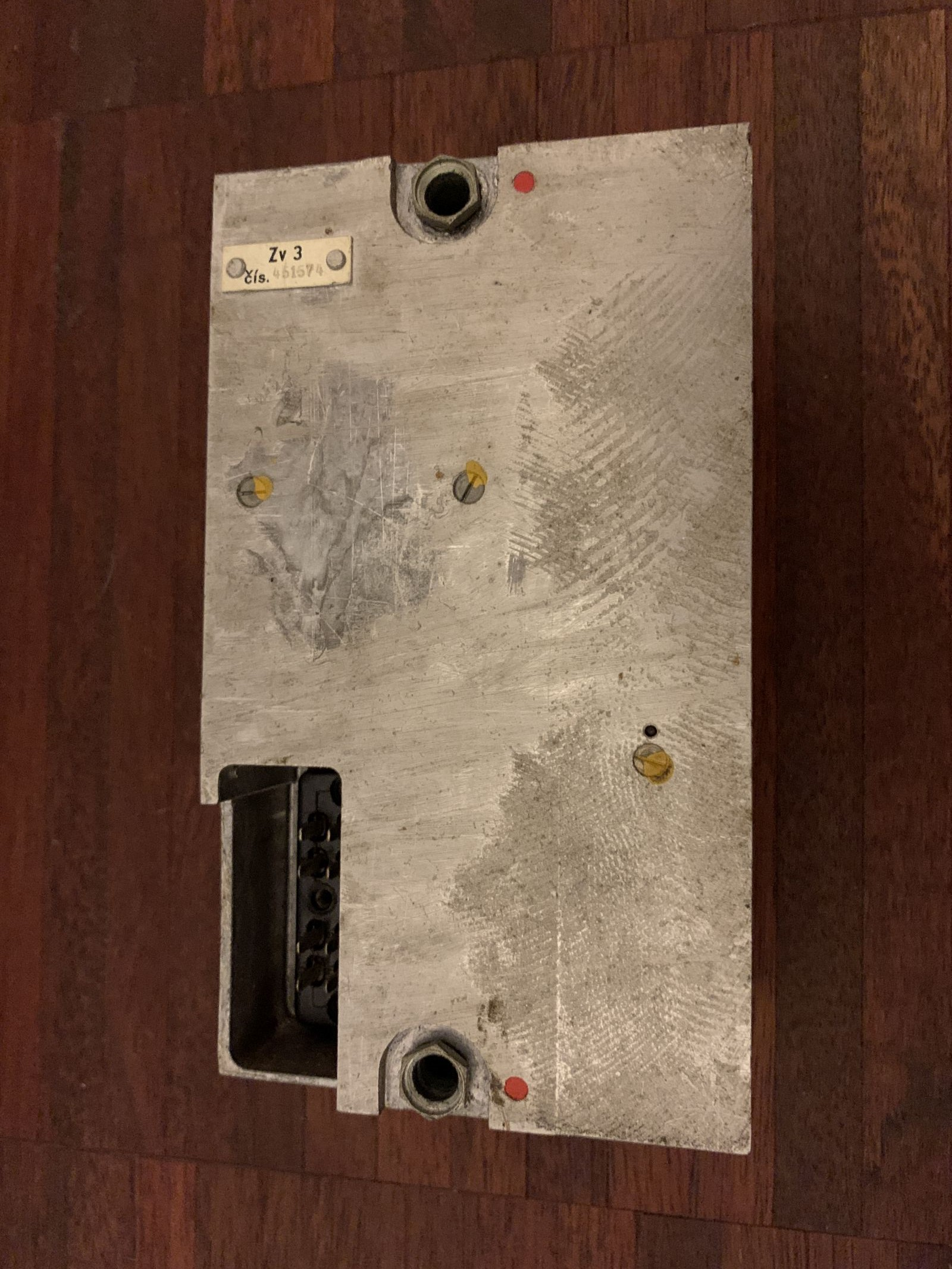
R-3, vibrační zdroj ZV-3 zezadu
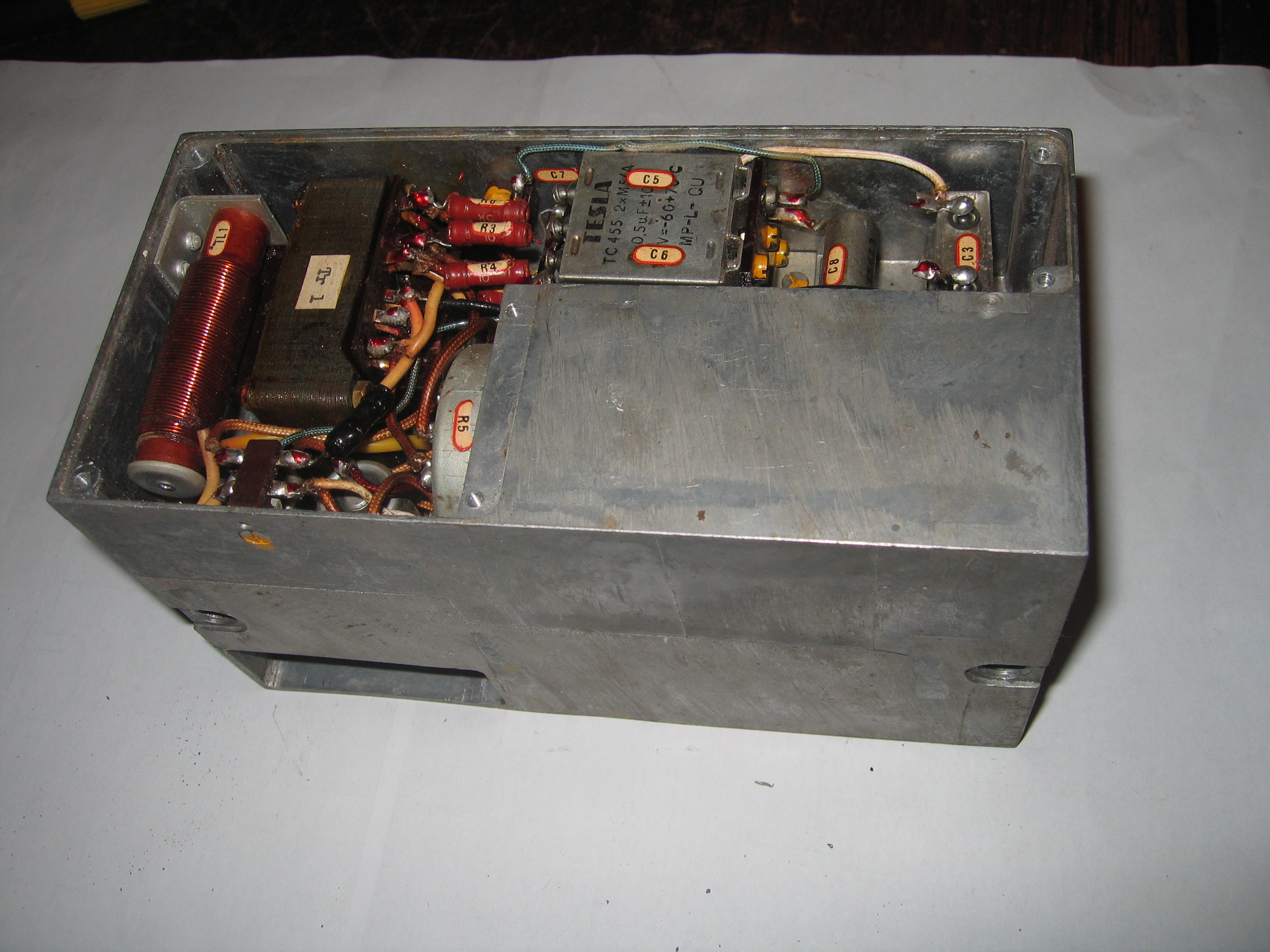
R-3, vibrační zdroj ZV-3, pohled dovnitř
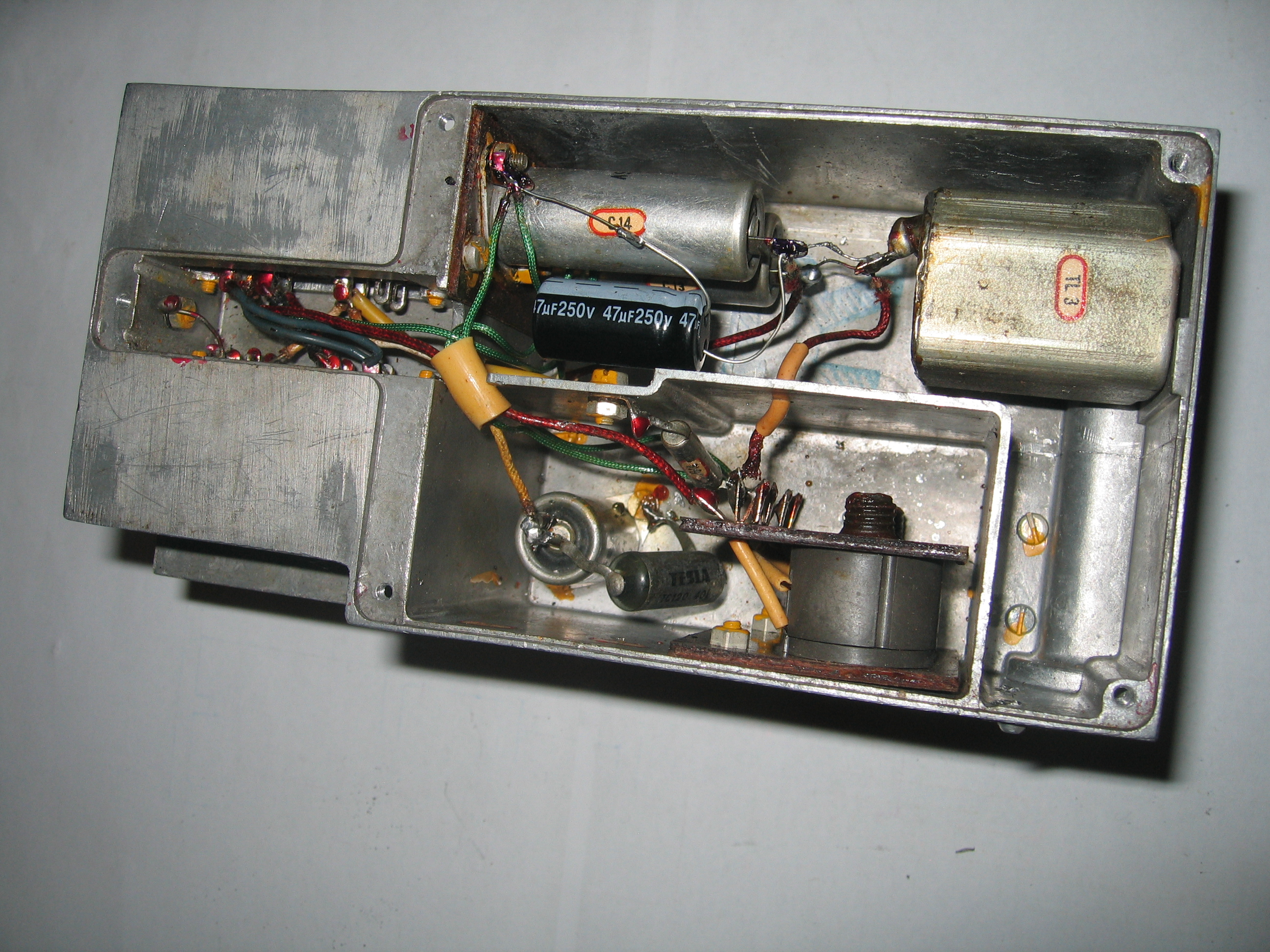
R-3, vibrační zdroj ZV-3, pohled dovnitř z boku
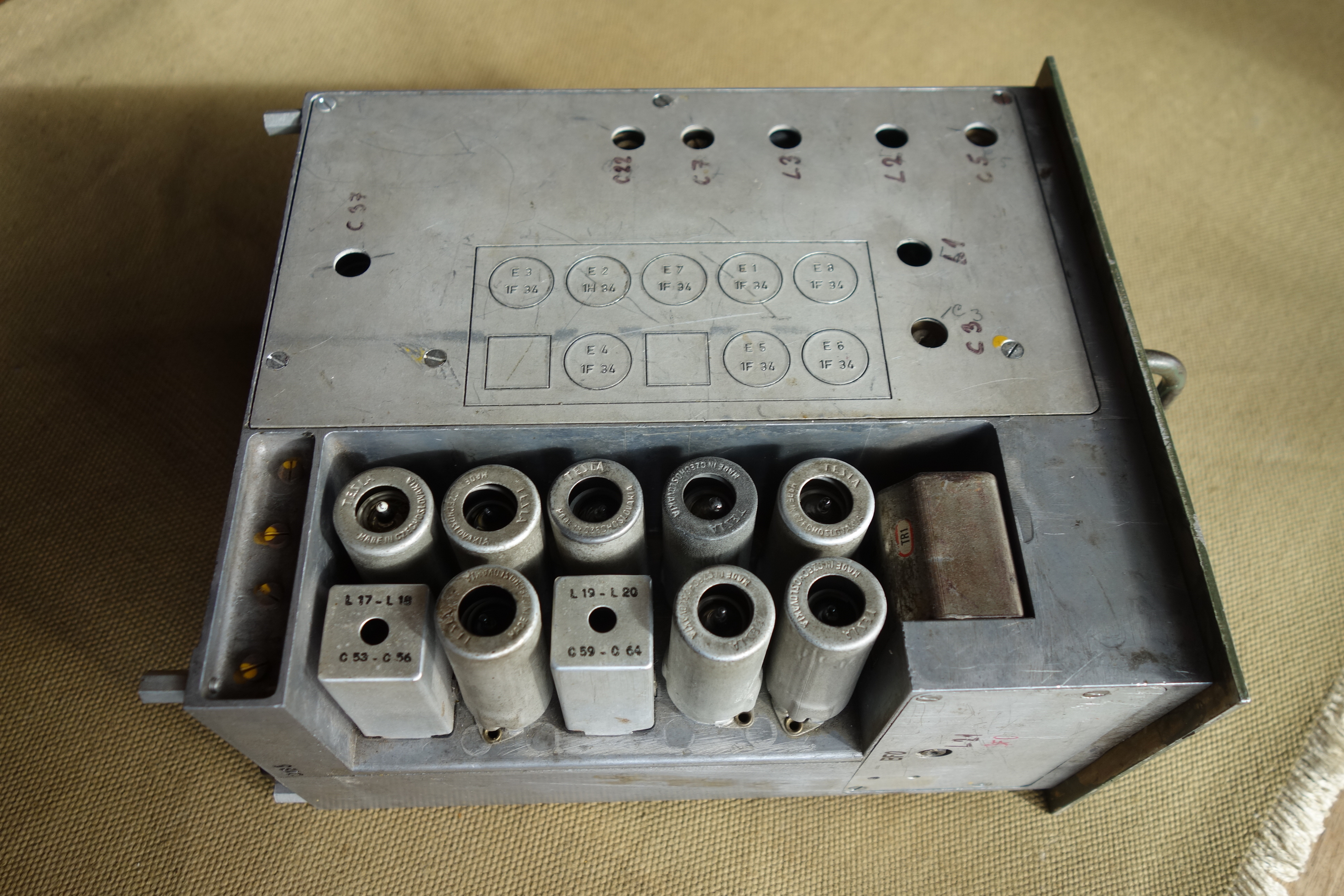
R-3, přijimač s odděleným blokem zdroje ZV-3
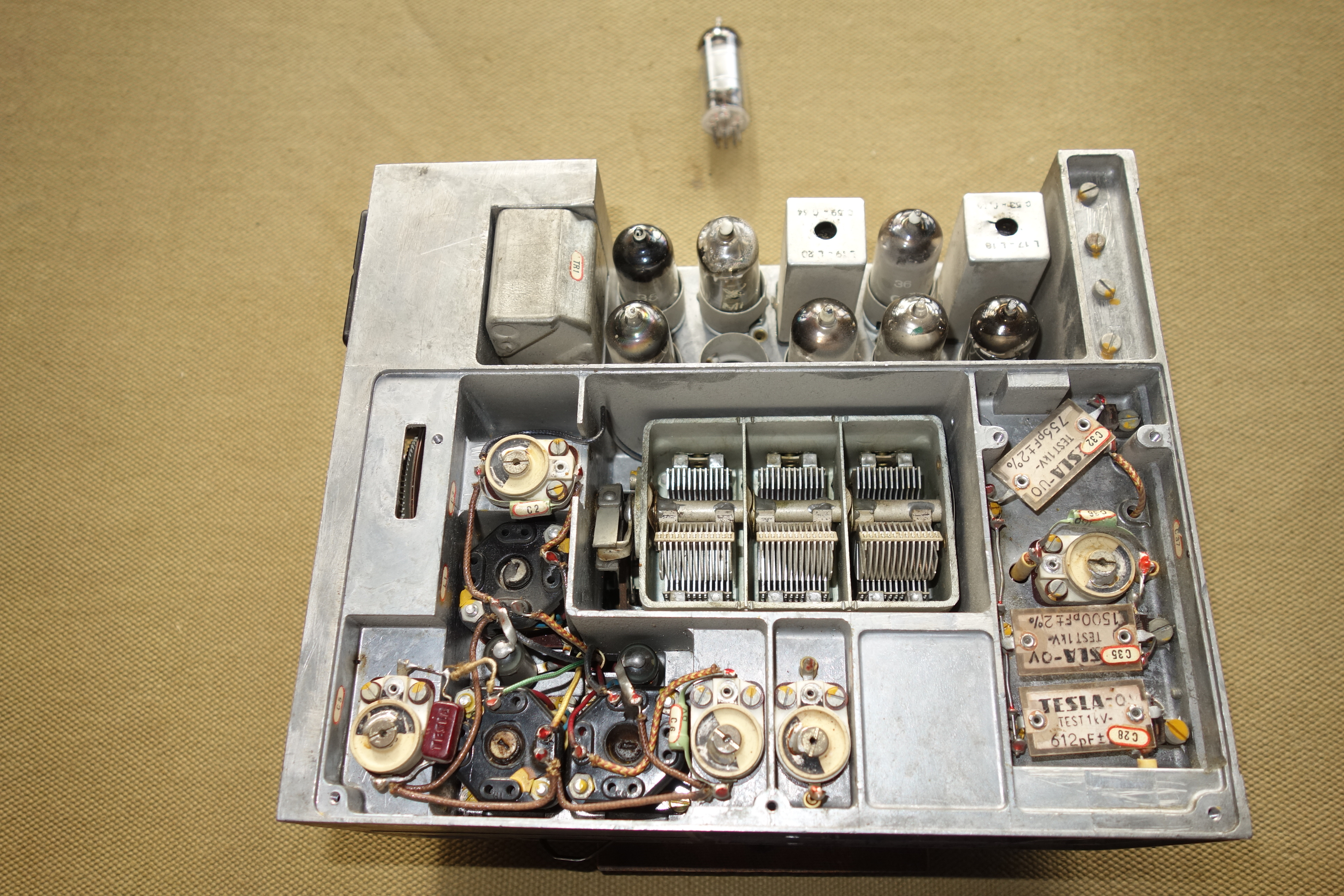
R-3, odkrytovaný přijimač
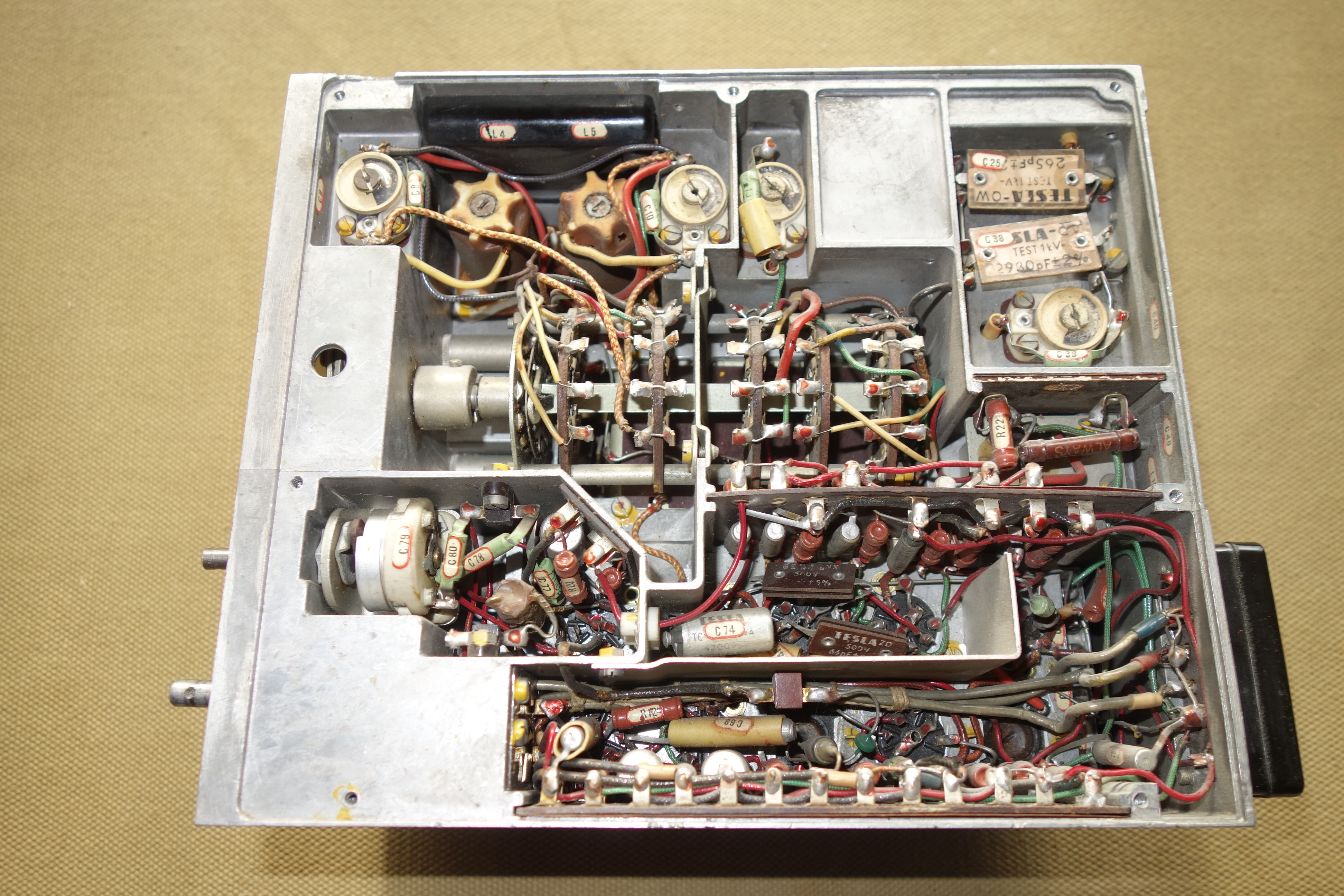
R-3 s demontovanými kryty
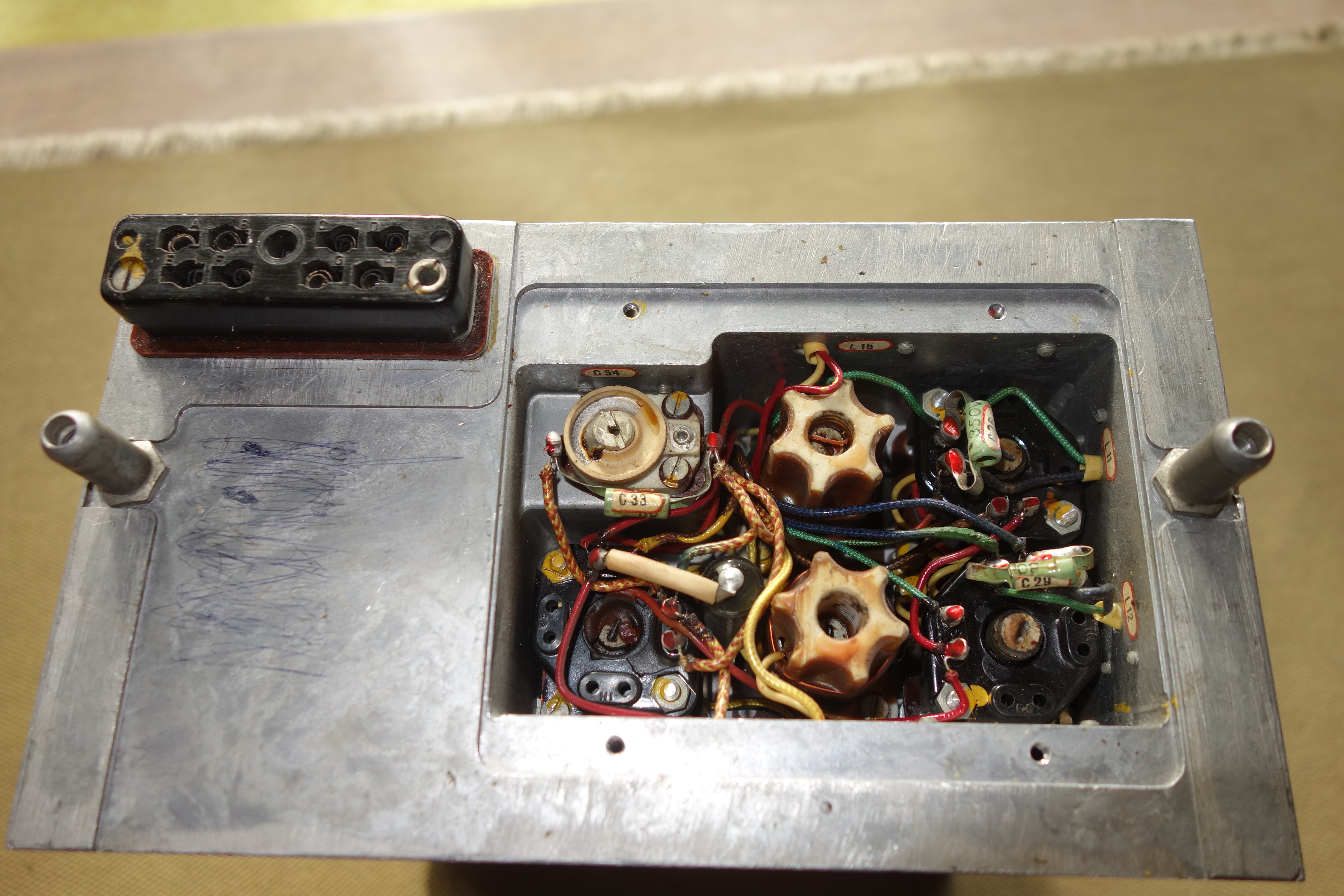
R-3 s demontovanými kryty
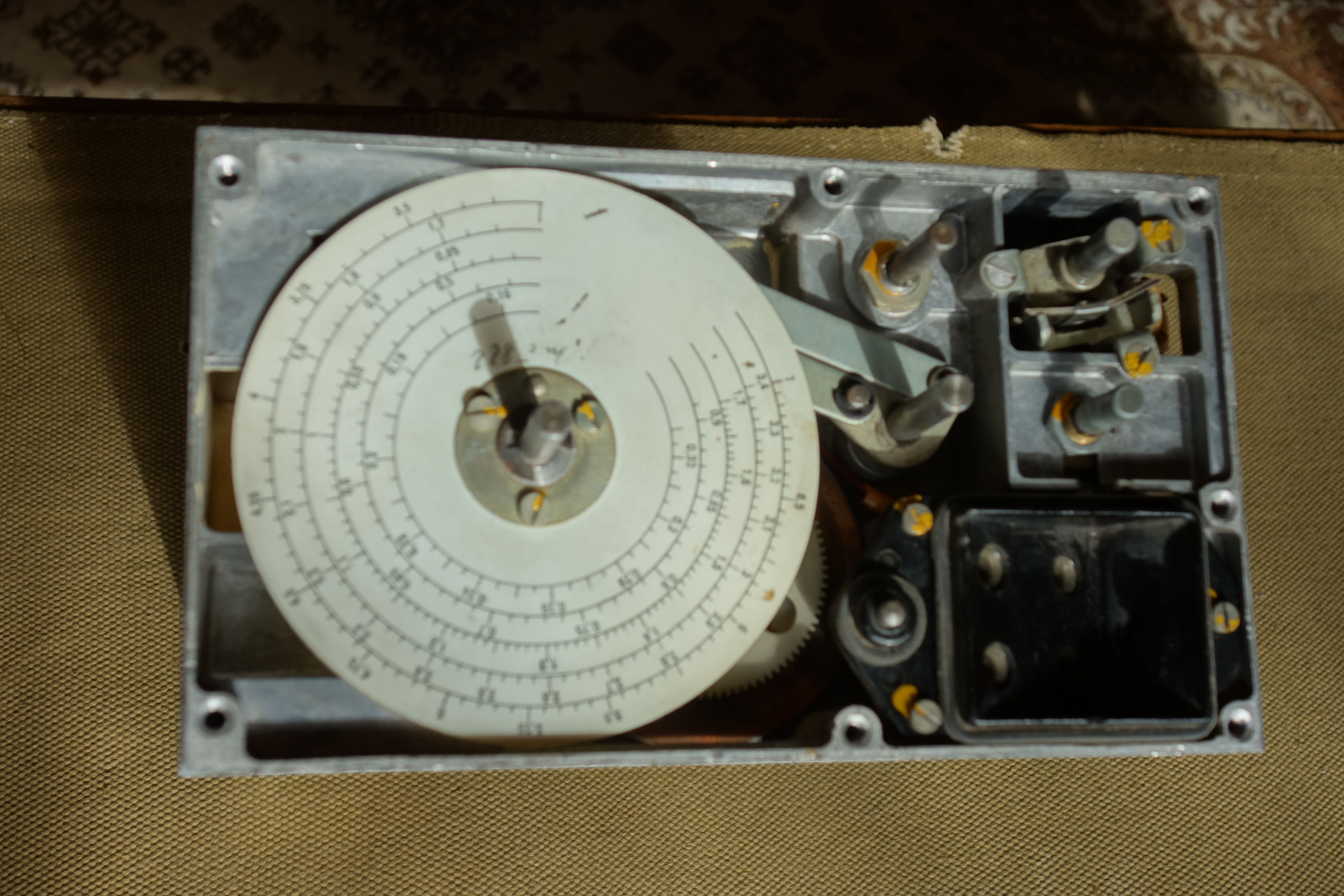
R-3, demontovaný čelní panel

## Schemata

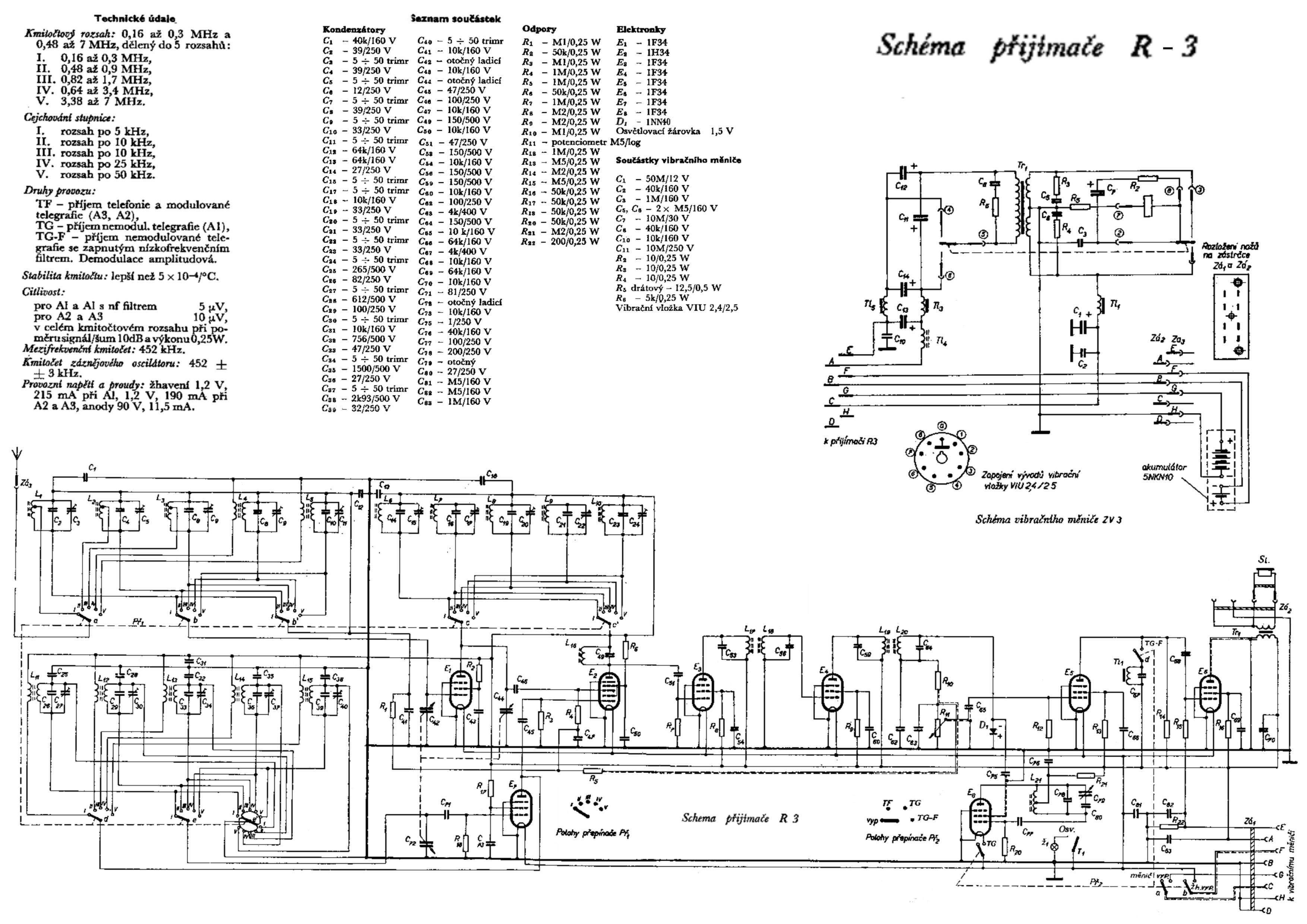
Kompletní schema přijimače R-3